# ミサンガ (音楽グループ)
ミサンガ(MISANGA、misanga)は日本の音楽グループ。九州産業大学(福岡県福岡市)出身の男性３人で結成された。所属事務所は株式会社Office Pato。所属レーベルはよしもとミュージック。

## メンバー
- 佐藤裕亮 (さとうゆうすけ、ユウスケ、1984年9月20日 - )　ヴォーカル、ジャンベ。長崎県長崎市出身、血液型A型。海星高等学校（長崎県）卒業。九州産業大学経営学部卒業。
- 高尾和行 (たかおかずゆき、カズ、1984年4月11日 - )　コーラス、ギター。福岡県宗像市出身、血液型A型。福岡県立光陵高等学校卒業。九州産業大学経済学部卒業。ミサンガのリーダー。
- 高島直也 (たかしまなおや、ナオヤ、1985年2月16日 - )　コーラス、ギター。福岡県宗像市出身、血液型O型。福岡県立光陵高等学校卒業。九州産業大学情報科学部卒業。

## 来歴
- 2006年、九州産業大学のアコースティックギター同好会で出会ったユウスケ、カズ、ナオヤの3人が意気投合しミサンガ結成。
- 2008年、ヤマハ音楽振興会などが主催する23歳以下を対象とした若手アマチュア音楽コンテスト、第１回Music Revolutionに出場、オリジナル曲の「Believe in myself」を披露し、Zepp Fukuokaで開催された九州大会にてグランプリを受賞、品川ステラボールで開催されたJAPAN FINALにて奨励賞を受賞。
- 2009年、 ＮＨＫのオーディション番組「トンコツTV」で三ツ星アーティストに選ばれた。同年、西日本新聞社の音楽レーベル「ＮＮＰ」の第２弾アーティストに選ばれ、シングル「Believe in myself」でCDデビューした。タイトル曲は金鷲旗・玉竜旗高校柔剣道大会のテーマソング。天神エフエム(現：ラブエフエム国際放送)にて初の冠番組「ガンガンミサンガ」がスタートした。
- 2010年、ＮＮＰから２枚目のシングル「ありがとう」を発表、2000枚を完売。九州乳業"DO!MIDO!RI"キャンペーンのテレビCMソングに採用され話題を呼んだ。
- 2012年、シングル「この地球で」をリリース。 キャナルシティ博多×よか音Presents新人発掘プロジェクト「FUKUOKA Music Factory」でグランプリを受賞した。
- 2013年、1st album「平成フォーク団」をリリースし、自身初となる九州ワンマンツアーを敢行。精力的な音楽活動が評価され、鹿児島県いちき串木野市観光大使に就任した。
- 2014年、エフエム諫早(長崎県諫早市)にて冠番組「ミサンガのよかとこ」の放送がスタートした。
- 2015年、鹿児島天文館「なや通り」の400周年を記念して公式テーマソングを制作。同年、戦後70年をテーマにした楽曲「アゲハ」を含む2nd album「ageha」がBIG FOOT RECORDSから発売されている。第一交通産業グループ(福岡県北九州市)のテレビCMに出演、BGMにミサンガの「輝く星達へ」が採用された。
- 2016年、シングル「Summer Love」をリリース。福岡県福津市の海岸にて野外ワンマンライブを成功させた。結成から10周年を記念したホールワンマンライブ「MISANGA 10th ANNIVERSARY ONE MAN LIVE」 が博多市民センターホールにて開催され、ベストアルバム「THE BEST」がリリースされた。
- 2017年、家族愛を歌った「はじめまして、ばぁちゃん。」をリリース。インディーズとして発売されたCDは、USENインディーズ・ウィークリーチャート1位を獲得。九州の主要放送局で数多く特集されるなど話題となった。年末に行われたワンマンライブでメジャー・デビューを発表。
- 2018年、福岡市立席田小学校で出前ライブを開催。全校生徒の前ではじめましてばあちゃんを披露した。よしもとミュージックから「はじめまして、ばぁちゃん。」を新録しメジャー・デビュー。 CDジャケットの絵は麒麟川島明の描き下ろし。 USEN HIT J-POPランキングで20位にランクイン。「NHKニュースおはよう日本」で取り上げられ全国区に。福岡県福津市初となる親善大使に任命された。福岡ヤフオク!ドームで開催されたプロ野球「福岡ソフトバンクホークスVS埼玉西武ライオンズ」戦にて国歌斉唱を務めた。
- 2019年、全国紙朝日新聞に掲載された。よしもとミュージックより配信限定シングル「Go for Your Life」をリリース。ミュージックビデオに益田恵梨菜が出演。同曲が読売テレビのトークバラエティ番組「にけつッ!!」のエンディングテーマ曲に起用された。

## 出演

### ラジオ
- ガンガンミサンガ（2009年7月7日 - 2010年12月27日）天神エフエム(現：ラブエフエム国際放送）
- ミサンガのよかとこ（2014年10月3日 - ）エフエム諫早